# Instituto de Patobiología
El Instituto de Patobiología es una unidad funcional del Instituto Nacional de Tecnología Agropecuaria (INTA). Forma parte del Centro de Investigación en Ciencias Veterinarias y Agronómicas (CICVyA). Se dedica a la investigación sobre enfermedades que afectan a animales y otras que pasan de animales a humanos.

## Servicios
El Instituto presta los siguientes servicios:
- Diagnóstico de Patógenos zoonóticos bacterianos y parasitarios
- Análisis bioquímicos de minerales en muestras analíticas (suero y agua)
- Diagnósticos de hongos y micotoxinas en posturas y granos
- Patología e histopatología Veterinaria
- Test de resistencia a antihelmínticos y acaricidas

## Autoridades
- Directora: Bibiana Brihuegas